# Барсук, Абрам Ильич
Абрам Ильич Барсук (28 ноября 1918, Невель, Псковская губерния, РСФСР — 12 декабря 1984, Москва, СССР) — советский библиографовед, книговед, литературовед и педагог.

## Биография
Родился 28 ноября 1918 года в Невеле. В 1939 году поступил на историко-филологический факультет ЛГУ, но начавшаяся в 1941 году Блокада Ленинграда прервала учёбу, он возобновил её только по окончании войны и окончил в 1947 году, в том же году поступил на аспирантуру ЛГБИ и окончил в 1951 году. В 1962 году защитил кандидатскую диссертацию. В Ленинграде с 1962 по 1974 год работал в различных учебных заведениях в должности преподавателя русского языка и литературы, а также немецкого языка, одновременно с этим занимал должность преподавателя общих курсов библиографии в ЛГБИ. В 1974 году был приглашён в Москву и устроился на работу в ГБЛ, где он заведовал сектором теории библиографии. Был награждён рядом наград и премий, в т.ч медалями «За доблестный труд в ВОВ» и «За оборону Ленинграда».
Скончался 12 декабря 1984 года в Москве.

## Научные работы
Основные научные работы посвящены библиографии. Автор большинства научных работ, 90 книг, биографий, учебных пособий